# Периметър
Периметърът е сборът от дължините на правите и кривите линни, образуващи затворен контур, наречен геометрична фигура. Дължината на затворена крива се нарича обиколка.
| Фигура                                          | Формула |
| Триъгълник                                      | {\displaystyle P=a+b+c} |
| ----------------------------------------------- | --- |
| Равнобедрен триъгълник                          | {\displaystyle P=2a+b} |
| Равностранен триъгълник                         | {\displaystyle P=3a} |
| Четириъгълник                                   | {\displaystyle P=a+b+c+d} |
| Квадрат                                         | {\displaystyle P=4a} |
| Правоъгълник                                    | {\displaystyle P=2a+2b=2(a+b)}                                                                                                |
| Успоредник                                      | {\displaystyle P=2a+2b=2(a+b)}                                                                                                |
| Ромб                                            | {\displaystyle P=4a} |
| Многоъгълник                                    | {\displaystyle P=\sum _{i=1}^{n}a_{i}}                                                                                        |
| Правилен многоъгълник                           | {\displaystyle P=na=nR\sin({\frac {180^{\circ }}{n}})}                                                                        |
| Правилен шестоъгълник                           | {\displaystyle P=6a} |
| Кръг                                            | {\displaystyle P=\pi d=2\pi r}                                                                                                |
| Кръгов сектор                                   | {\displaystyle l=r\pi {\frac {\alpha }{180^{\circ }}}}                                                                        |
| Кръгов отрез                                    | {\displaystyle l=r\pi {\frac {\alpha }{180^{\circ }}}}                                                                        |
| Средна окръжност на две концентрични окръжности | {\displaystyle P=\pi {\frac {d_{1}+d_{2}}{2}}}                                                                                |
| Сектор от пояс                                  | {\displaystyle l_{1}=d_{1}\pi {\frac {\alpha }{360^{\circ }}}} {\displaystyle l_{2}=d_{2}\pi {\frac {\alpha }{360^{\circ }}}} |
| Елипса                                          | {\displaystyle } |

Периметърът е разстоянието, което загражда дадена геометрична фигура. Понятието може да бъде разширено като всеки затворен контур с {\displaystyle \int _{0}^{L}\mathrm {d} s}, където {\displaystyle L} е дължината на пътя. За да бъде сметнат интеграла, е необходимо да се замени с алгебрични стойности. В най-честия случай, когато периметърът е затворена плоска крива, задоволяваща {\displaystyle \gamma :[a,b]\rightarrow \mathbb {R} ^{2}} и
{\displaystyle \gamma (t)={\begin{pmatrix}x(t)\\y(t)\end{pmatrix}}},
периметърът може се пресмята по формулата:
{\displaystyle L=\int \limits _{a}^{b}{\sqrt {x'(t)^{2}+y'(t)^{2}}}\,\mathrm {d} t}.